# Дом П. Г. Моисеева
Дом П. Г. Моисеева — памятник архитектуры начала XX века в Астане. Входит в список памятников истории и культуры местного значения.

## История
Двухэтажное кирпичное здание было построено в 1914 году под жилой дом купца П. Г. Моисеева. Фасад здания копирует формы дворцовой архитектуры флорентийского раннего Ренессанса. Особенно ярко этот стиль выражен в оконных проёмах и карнизах, оформленных кирпичной фигурной кладкой. Внешний вид дома претерпел изменения — с восточной стороны к нему пристроили трёхэтажный больничный корпус, прежние входные двери были замурованы, а вместо них устроен новый вход со стороны ул. Мамбетова.
В 1918 году в этом здании размещался Акмолинский уездный совет рабочих, солдатских крестьянских и мусульманских депутатов и уездный комитет РКП (б). 1920 году в здании находился 1-й Акмолинский уездный городской комитет комсомола, возглавляемый рабочим П. Грековым. В 1921 году в доме находился уездный комитет, руководивший обороной Акмолинска.
В настоящее время в доме Моисеева располагается Центральный клинический госпиталь для инвалидов ВОВ и для ветеранов-чернобыльцев.